# Cryosol

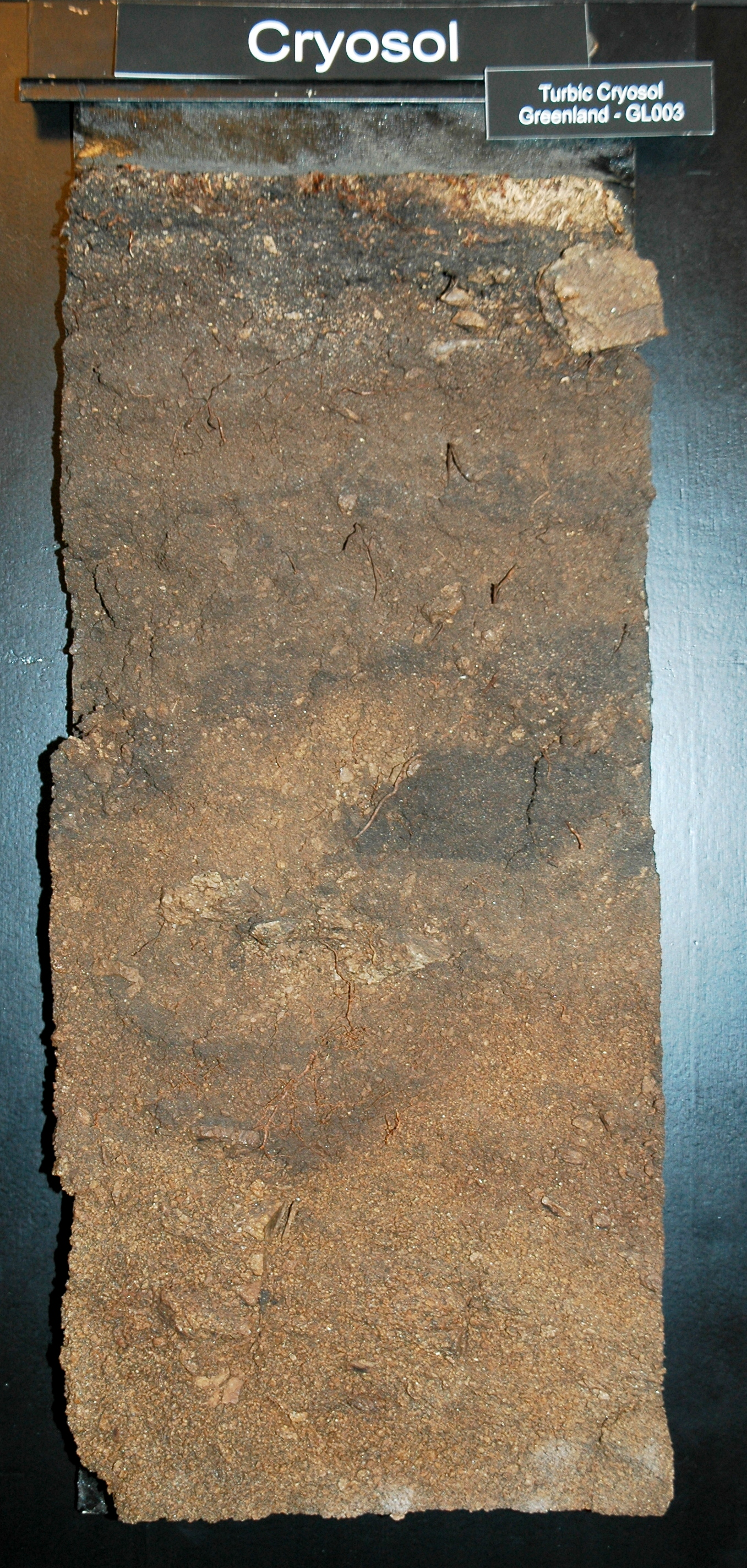
Cryosol (Groenland)

Een Cryosol (in de World Reference Base for Soil Resources) is een bodem in een omgeving met permafrost. In deze bodems is het bodemwater voornamelijk in de vorm van ijs aanwezig. Cryosols staan ook bekend als permafrost-bodems. In het Amerikaanse systeem (USDA Soil Taxonomy) komen ze overeen met de gelisolen.
Crysols komen voor op diverse ongeconsolideerde materialen, zoals glaciale, eolische, alluviale en colluviale sedimenten op in situ verweerd gesteente. Ze zijn te vinden in de beide poolgebieden in de aangrenzende sub-arctische en boreale gebieden waar permafrost aanwezig is.
De begroeiing op cryosols bestaat veelal uit toendra-vegetatie of open (naald)bos. Het landgebruik, met name in het noorden van Rusland en Siberië, bestaat vaak uit extensieve veeteelt, en enige bosbouw. Mijnbouw en olie- en gaswinning hebben in deze regio negatieve effecten op de bodem.
Cryosols beslaan wereldwijd circa 1800 miljoen hectare, 13% van het aardoppervlak. Behalve in Rusland komen Cryosols voor in Canada, Alaska, de permafrostgebieden in Noord-Europa, Groenland, de ijsvrije gebieden op Antarctica, China en delen van Mongolië.

## Literatuur

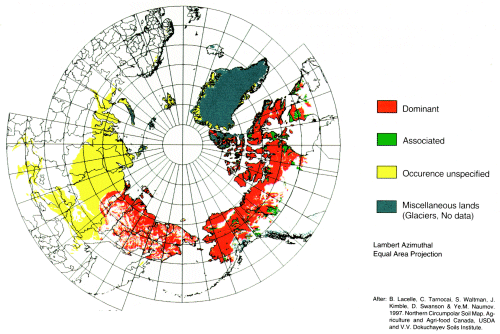
Voorkomen van Cryosols op het noordelijk halfrond